# カローン

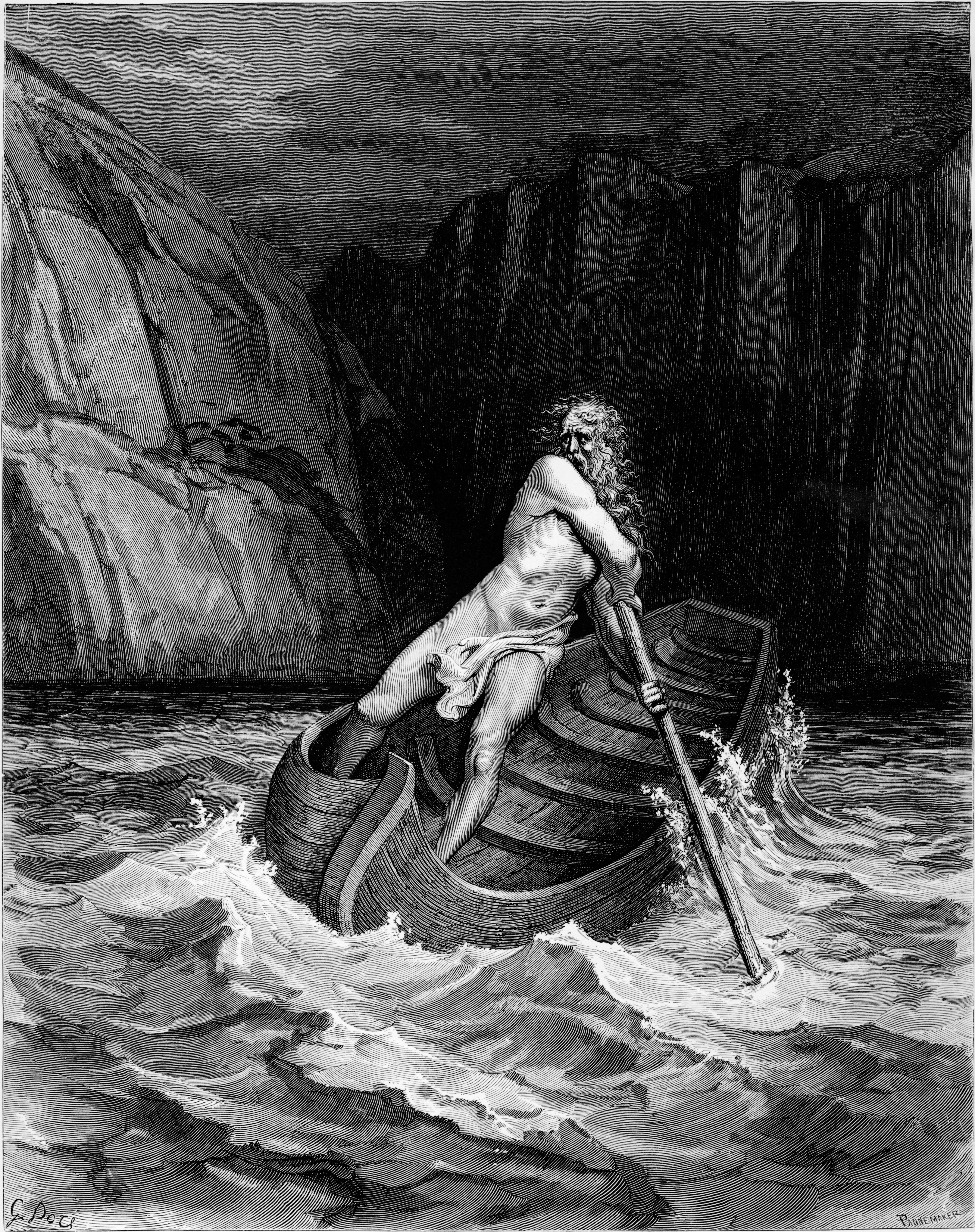
地獄の渡し守カロン、ギュスターヴ・ドレ『神曲』挿画より

カローン（古代ギリシア語: Χάρων, Charōn）は、ギリシア神話に登場する冥界の河ステュクス（憎悪）あるいはその支流アケローン川（悲嘆）の渡し守。エレボス（闇）とニュクス（夜）の息子。日本語では長母音を省略してカロンとも呼ばれる。

## 概説
櫂を持ち襤褸を着た光る眼を持つ長い髭の無愛想な老人で、死者の霊を獣皮で縫い合わせた小舟で彼岸へと運んでいる。渡し賃は1オボロスとされ、古代ギリシアでは死者の口の中に1オボロス貨を含ませて弔う習慣があった。1オボロス貨を持っていない死者は後回しにされ、200年の間その周りをさまよってからようやく渡ることができたという。
基本的に生者は船に乗せずに追い払うが、ペルセポネーと結婚しようと画策したペイリトオスと彼を手伝おうとしたテーセウスは舟に乗せている他、ヘーラクレースがヘルメースの協力で来た際にはヘーラクレースに力ずくで打ち負かされて出航を許し、オルペウスがエウリュディケーを連れ出しに来た際には彼の竪琴と歌声に魅了されて言われるままに船を出しただけでなく、ハーデースの館でもっとその歌を聞こうと彼の後に付いて行った。なお、ヘーラクレースを通した件ではこれが元でハーデースに罰せられ、1年間鎖に繋がれた。
この他にも父アンキーセースから未来を聞く為、冥府に赴こうとしたアイネイアースが巫子シビュレーの協力でペルセポネーに捧げる黄金の枝を持ってやって来た時は、その尊い贈り物に機嫌を良くして彼を通し、プシューケーがアプロディーテーから出されたエロースと結婚する為の試練の一つとして、ペルセポネーの美しさをアプロディーテーの化粧に使う為に分けて貰うために冥界へ向かった時には、冥界に行く為に高い塔から飛び降りようとしたプシューケーに塔自身が助言し、口の中に渡し賃の貨幣を2枚含み、それぞれ1枚ずつを行きと帰りに使ってカローン自身の手に取らせる方法を使い、無事にステュクスを往復した。
エトルリアの壁画では槌を持って頭に蛇の生えた姿で描かれている。
ダンテの『神曲』では、地獄界に登場し、ダンテとウェルギリウスを乗せた。